# Virakoča
Apu Kun Tiksi Virakutra (kečua: Apu Qun Tiqsi Wiraqutra) je prema mitologiji Inka bio stvoritelj civilizacije i jedan od najvažnijih božanstava. 
Po jednoj legendi imao je jednog sina, Inti i dve ćerke, Mama Kilja i Pačamama. U ovoj legendi on je velikim potopom zvanim Unu Pačakuti uništio ljude u okolini jezera Titikaka, osim dvoje koje je sačuvao da bi proširili civilizaciju po ostalom svetu. Ova dva bića su Manko Kapak, sin boga Inti (i ponekad smatran sinom boga Virakoče), čije ime u prevodu znači „odličan početak“ i Mama Okljo, što u prevodu znači „majka plodnosti“. Ovo dvoje su osnovali civilizaciju Inka noseći zlatni štap pod imenom tapak-jauri. Po drugoj legendi on je bio otac prvih osam civilizovanih ljudskih bića. U nekim pričama on ima ženu koja se zove Mama Koča.

## Značenje Tiksi Virakoča
Tiksi znači osnov ili podloga u kečua jeziku, vira znači debeo (što je za Inke predstavljalo izvor energije) i koča se prevodi kao jezero, more ili rezervoar. Njegovi mnogi epiteti uključuju takve kao veliki, sveznajući, moćni, i sl. Virakoča je takođe bilo ime jednog od vladara Inka, oca Inke Pačakuteka.
Još jedno ime Virakoče je Kon-Tisi Virakoča i time se on može poistovetiti sa polinežanskim bogom Sunca. Ime Kon-Tiki potiče od ovog alternativnog teonima. 
Antropolog Grejem Hendkok, smatra da je Virakoča bio na neki način povezan sa Kvecalkoatlom, božanstvom Meksika (Asteka). Iako je mitologija povezana sa ova dva božanstva dosta slična, mnogi uvaženi eksperti koji se bave kulturom Asteka se sa ovim ne slažu, uglavnom zbog nedostatka tradicionalnih istorijskih dokaza.